# Großaugenspinne
Die Großaugenspinne (Asianopis subrufa, Syn.: Deinopis subrufa) ist eine Webspinne aus der Familie der Kescherspinnen (Deinopidae). Wie alle Arten dieser Familie, deren bekanntester Vertreter sie ist, ist die Großaugenspinne für ihre außergewöhnliche Fangtechnik von Beutetieren bekannt.

## Merkmale
Die Großaugenspinne erreicht eine Beinspannweite von 60 Millimetern und eine Körperlänge von bis zu 25 Millimetern, wobei die Männchen meist etwas kleiner bleiben (10 bis 15 Millimeter Körperlänge). Ein weiterer Geschlechtsdimorphismus ist neben der unterschiedlichen Größe und Körperform die Färbung. Das Weibchen hat eine durchgehend rotbraune Färbung, während das etwas schlankere Männchen eine graubraune Grundfärbung und mehrere dunkle Streifen auf dem Prosoma, dem Opisthosoma und den Beinen besitzt. Außerdem trägt es zwei kleine weiße Fortsätze über den Augen. Die Großaugenspinne besitzt einen schmalen Körper, das Opisthosoma ist im Gegensatz zu dem anderer Webspinnen schlanker als das Prosoma. Sie haben äußerst lange und dünne Beine, was ihr eine gute Tarnfähigkeit verleiht. Um bei Nacht problemlos Beutetiere wahrnehmen zu können, besitzt die Großaugenspinne unter den acht gut ausgebildeten Augen zwei auffällig große und frontal angeordnete Hauptaugen. Daneben hat sie je drei beiderseits an den Flanken des Prosomas verteilte kleinere Nebenaugen. Die Lichtstärke der Augen liegt mit F 0.58 höher als die der Augen anderer nachtaktiver Tiere, wie Eulen oder Katzen. Die große Netzhautmembran der Augen, die jede Nacht erneuert wird, nimmt die visuellen Bilder der Augen auf.

## Vorkommen
Die Großaugenspinne ist in Australien endemisch. Ihr bevorzugtes Verbreitungsgebiet sind die östlichen Bundesstaaten Queensland, New South Wales, Victoria und die Insel Tasmanien. Ihre bevorzugten Habitate sind Wälder, Buschlandschaften und Heiden. In Gärten ist die Spinne ebenfalls anzutreffen. In ihrem Verbreitungsgebiet ist die Art häufig.

## Lebensweise

### Beutefang

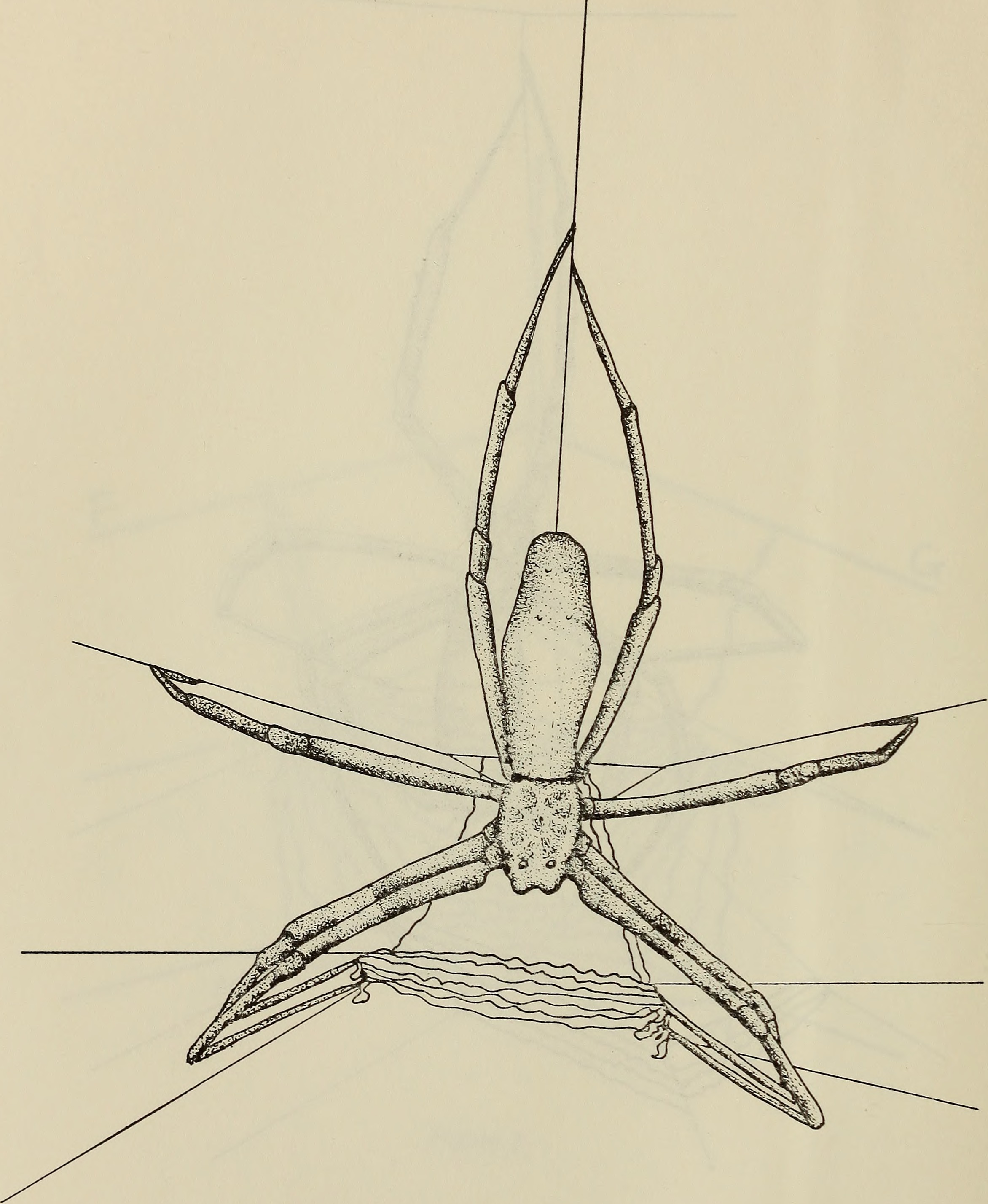
Grafik zur Veranschaulichung des Fangnetzes der Großaugenspinne

Der deutschsprachige Trivialname der Deinopidae, zu denen die Großaugenspinne gehört, ist Kescherspinnen. Sie sind nach dem Kescher benannt, einem sackartigen Netz, das zum Fisch- oder zum Insektenfang eingesetzt wird.
Die Großaugenspinne baut wie alle Kescherspinnen ein rechteckiges Fangnetz in der Größe einer Briefmarke, das mit den beiden vorderen Beinpaaren festgehalten wird. Mit den beiden hinteren Beinpaaren sucht die Spinne Halt an den Konstruktionsfäden des Netzes. Dabei nimmt sie eine charakteristische Fangposition ein (siehe Grafik). Der viereckige und zentrale Fangbereich des Netzes besteht aus hintereinander gleichmäßig angelegten, grobmaschigen Fangfäden. Das Netz wird mit weißen Körperausscheidungen der Spinne versehen, die der Markierung dienen. Das Netz wird nahe am Boden angelegt und an Blättern, Zweigen oder Rinde verankert. Dort wartet die Spinne regungslos in ihrer Lauerstellung, bis ein passendes Beuteobjekt unter das Netz gerät. Gelangt es in den Bereich der Markierung, weitet die Spinne das Fangnetz durch das Spreizen der Beine auf die dreifache Größe aus und wirft es zielgenau auf das Beutetier. Beide Vorgänge geschehen zeitgleich in Blitzesschnelle. Danach wird das Beutetier mit einem Giftbiss außer Gefecht gesetzt und anschließend eingesponnen. Die Spinne widmet sich unverzüglich der Nahrungsaufnahme in den Überresten des nun zerstörten Netzes. Manchmal wird bereits während der Nahrungsaufnahme ein neues Fangnetz gesponnen. Als Beutetiere kommen überwiegend verschiedene wandernde Gliederfüßer, etwa Ameisen, Schaben oder andere Spinnen in Frage. Mit ihrer Fangmethode kann die Großaugenspinne auch größere und wehrhafte Beute erlegen, so wurde auch schon der erfolgreiche Fang von männlichen Falltürspinnen beobachtet. Auch das Erbeuten flugfähiger oder agiler Beutetiere mit schnellem Reaktionsvermögen, wie Grillen oder Nachtfalter, ist dadurch möglich. Am Tag verhält sich die Spinne überwiegend regungslos in ihrem Netz und legt die Beine länglich aneinander, sodass sie durch ihre optische Erscheinung und Färbung den Eindruck eines Zweiges erweckt und somit getarnt bleibt.

### Fortpflanzung

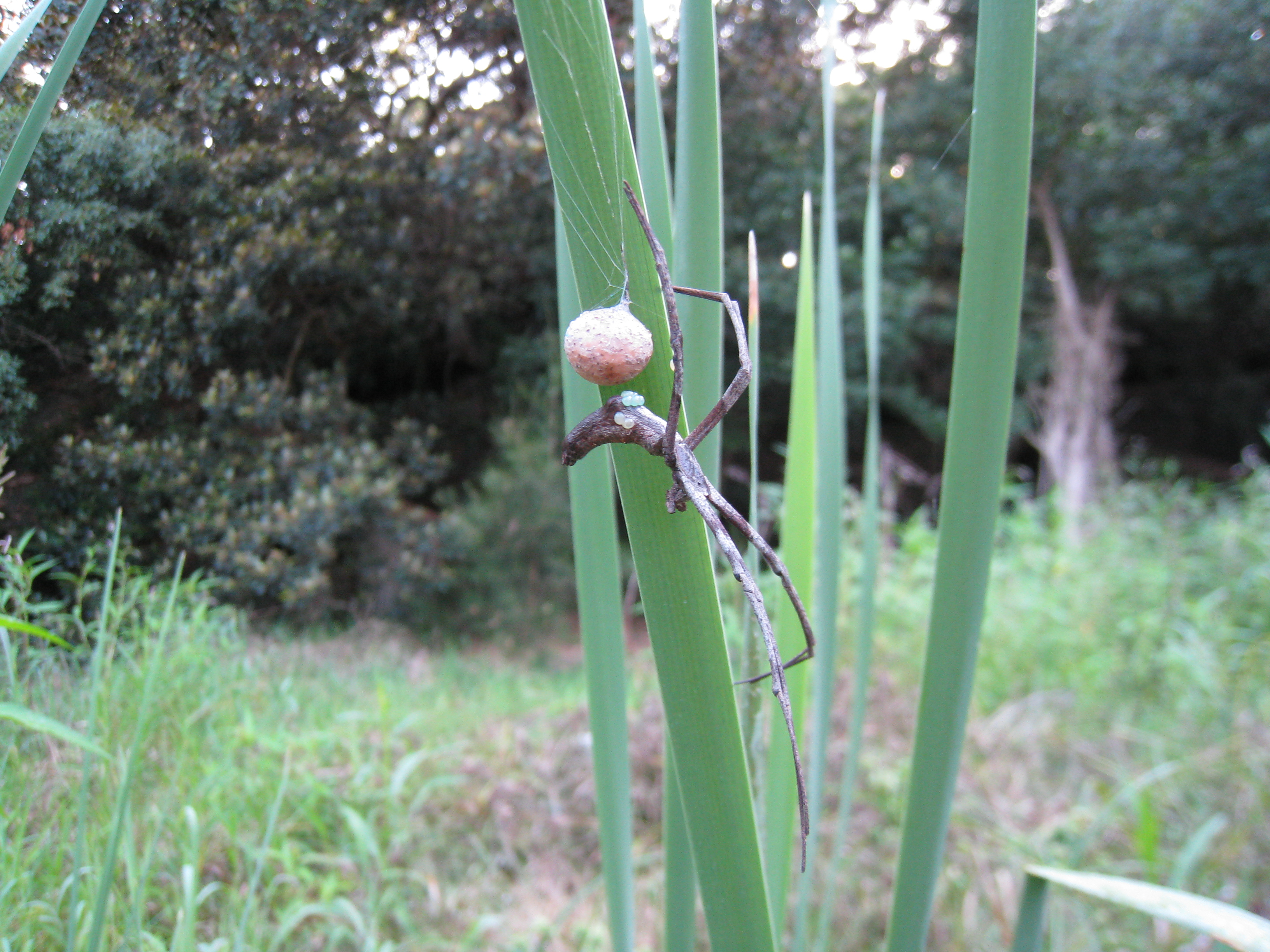
Weibchen mit abgelegtem Eikokon

Die Großaugenspinne erreicht die Geschlechtsreife im Sommer, die Paarung findet jedoch erst im Herbst statt. Hat ein Männchen ein Weibchen aufgefunden, spinnt es einen Faden an einem der Konstruktionsfäden vom Netz des Weibchens und versieht dieses mit Spermatropfen und versucht es mit Zupfen auf diesen Faden zu locken. Nach der Paarung stirbt das Männchen und das Weibchen beginnt einige Zeit danach einen hellbraunen und runden Kokon mit einem Durchmesser von neun bis zehn Millimetern herzustellen. Ein Kokon enthält jeweils 100 bis 200 Eier und kann von einem trächtigen Weibchen in einer Stückzahl von bis zu vier hergestellt werden. Die Kokons werden mit Pflanzenteilchen getarnt. Die Weibchen betreiben keine Brutpflege. Die Eier überwintern und die Jungspinnen schlüpfen im Frühjahr und nutzen die Überreste des Kokons als erste Nahrungsquelle. Nach ein paar Wochen verlassen die Jungspinnen ihren Schlupfort und beginnen wie die ausgewachsenen Spinne Fangnetze herzustellen. Die noch unreifen Spinnen wachsen dann bis zum Sommer heran.

## Systematik und Taxonomie
Die Großaugenspinne wurde 1879 von Ludwig Carl Christian Koch ursprünglich als Dinopis subrufus erstbeschrieben. Die Schreibweise von altgriechisch δεινός (deinós ‚schrecklich, gewaltig‘) in der Umschrift „Dino-“ war zwar damals üblich (vgl. Dinosaurier), wurde aber später auf den ursprünglichen Gattungsnamen Deinopis MacLeay, 1839, ausgebessert und das grammatikalische Geschlecht des Artnamens subrufa angepasst. L. Kochs umfangreiches deutschsprachige Werk Die Arachniden Australiens nach der Natur beschrieben und abgebildet wurde ab 1871 in aufeinander folgenden Einzellieferungen publiziert. Koch beschrieb in diesem Werk nicht nur ein Weibchen von Deinopis subrufa, sondern einige Seiten weiter eine ähnliche Deinopis-Art, der er den Namen Deinopis bicornis (von lateinisch bicornis ‚zweigehörnt‘) gab. Später stellte sich jedoch heraus, dass es sich dabei um das Männchen der Großaugenspinne handelte, das im Gegensatz zum Weibchen zwei kleine weiße Fortsätze über den Augen trägt. Seither ist Deinopis bicornis ein Synonym für Deinopis subrufa.

## Galerie

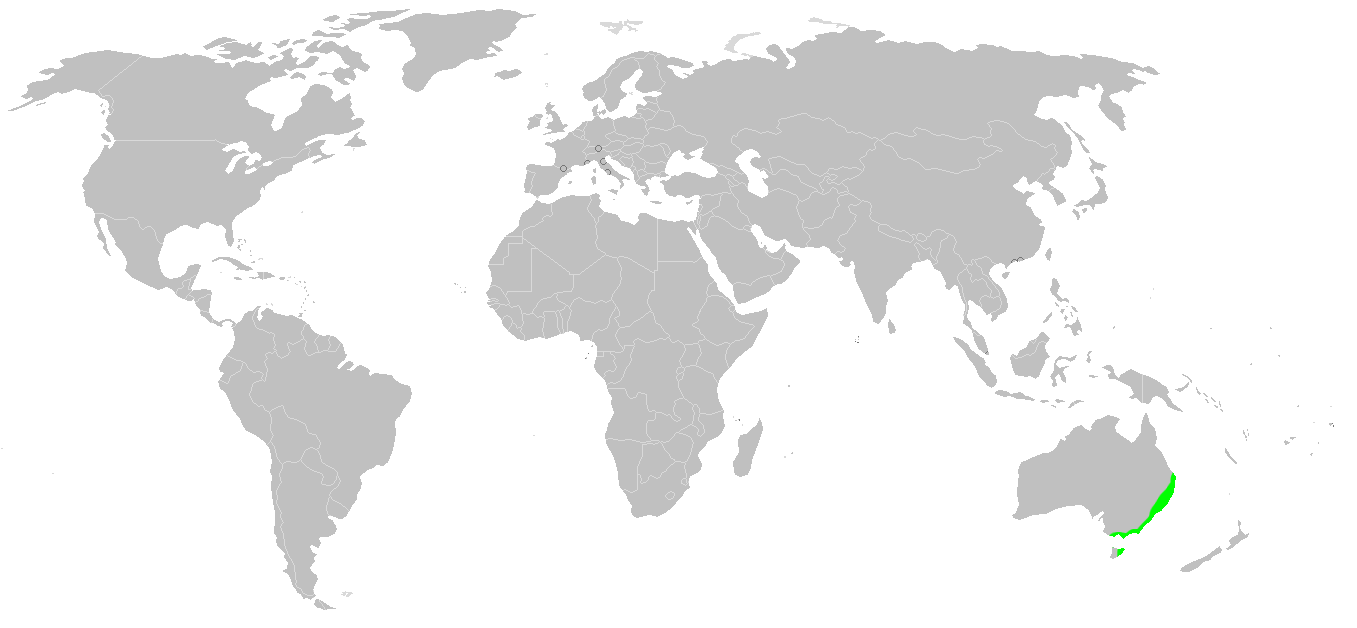
Verbreitungsgebiet der Großaugenspinne
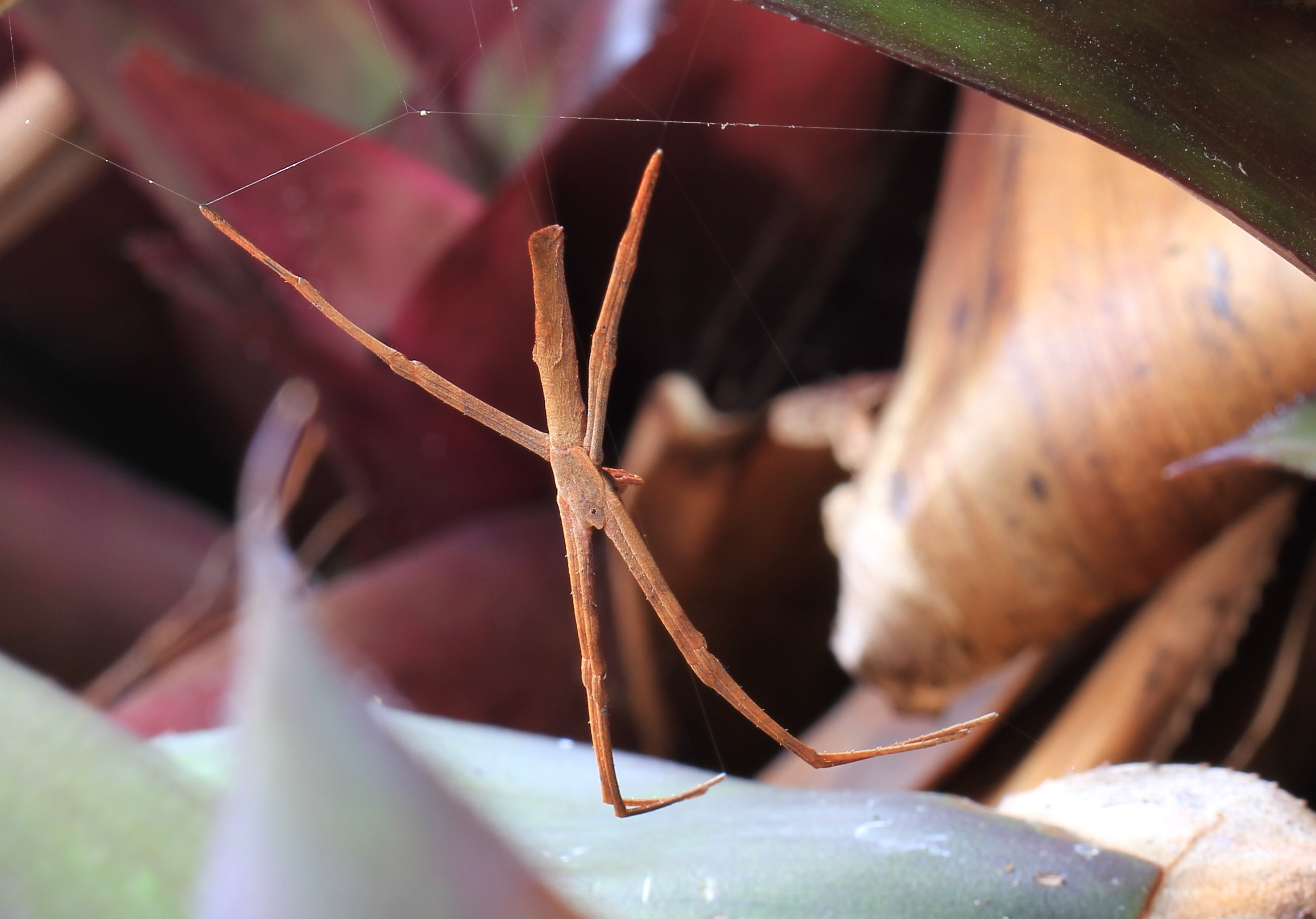
Ein Weibchen am Tag in seinem Gespinst ohne Fangnetz
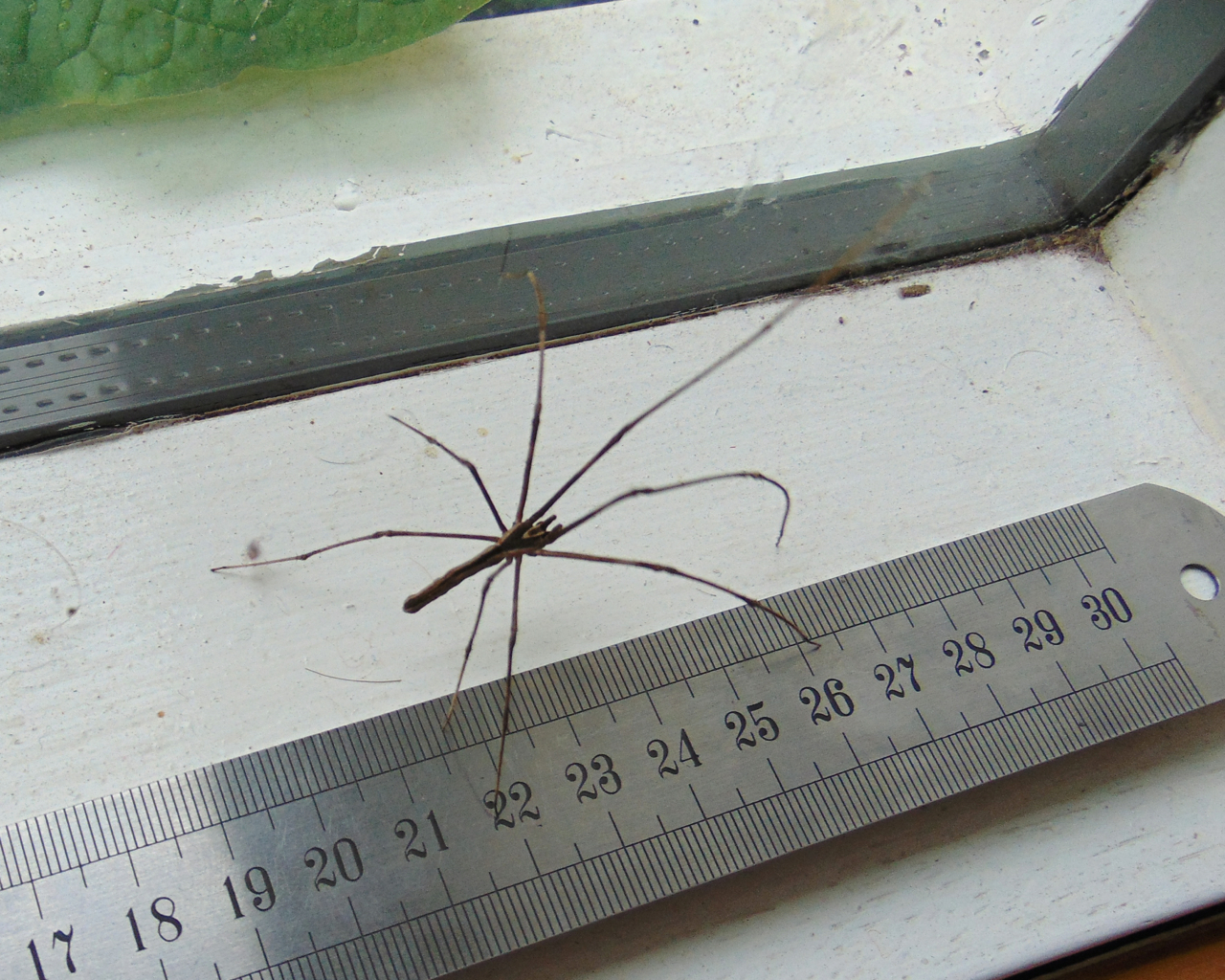
Männchen im Größenvergleich
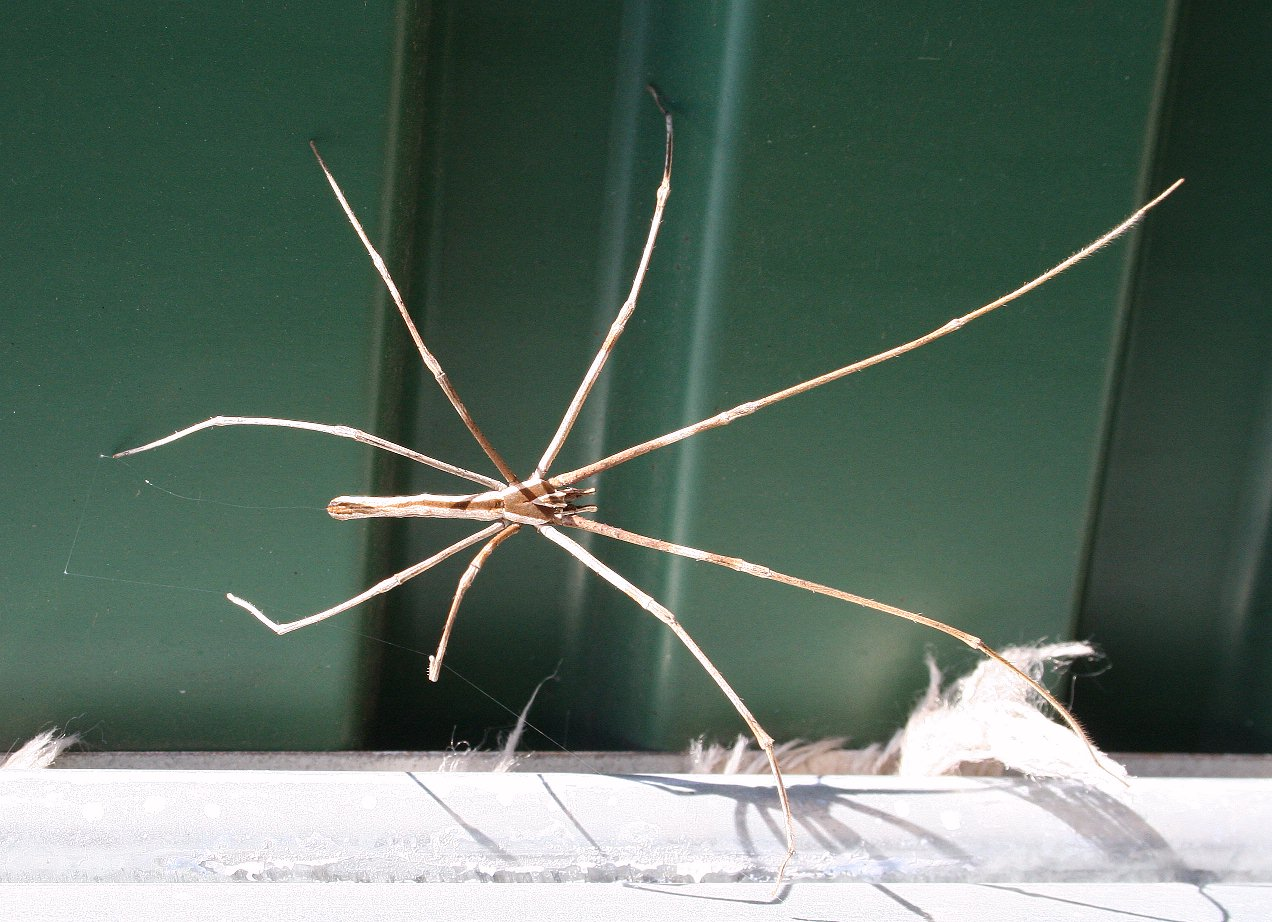
Draufsicht eines Männchens
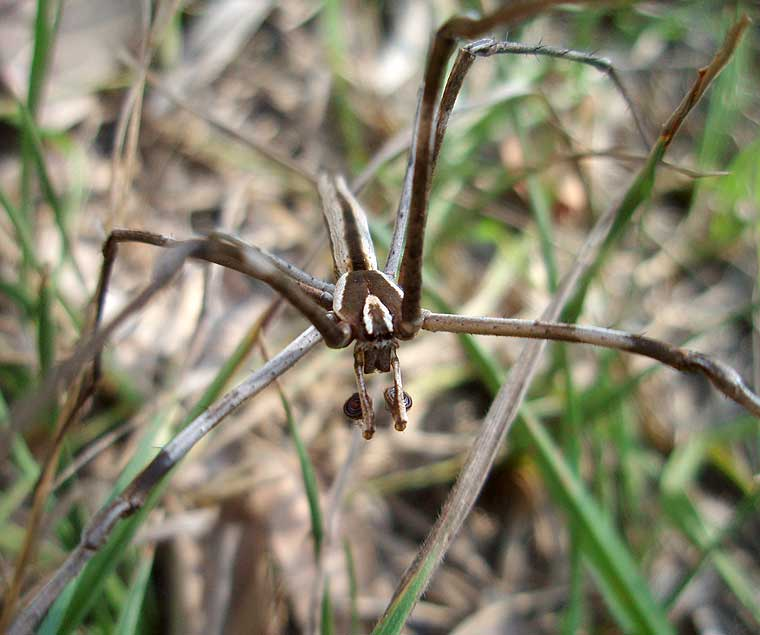
Frontalansicht eines Männchens
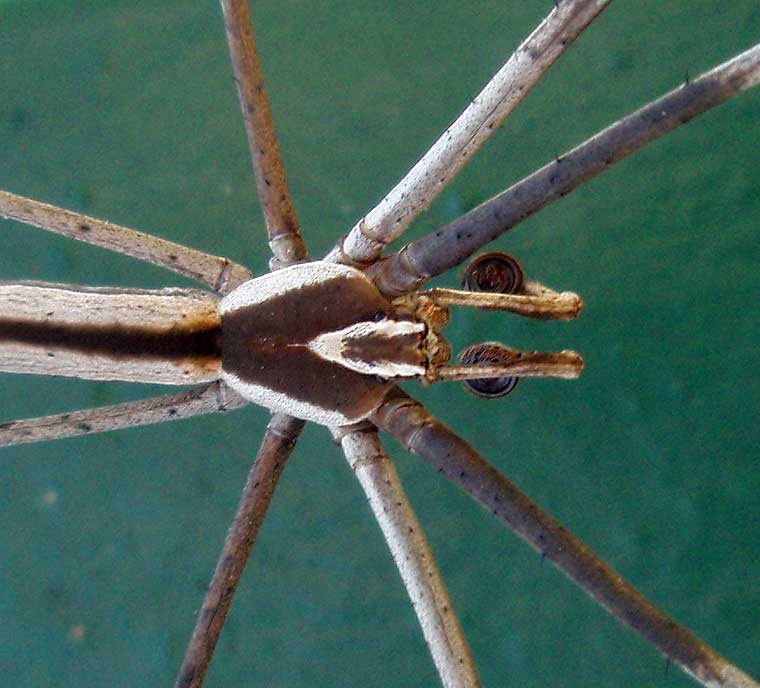
Detailaufnahme eines Männchens mit gut sichtbaren Bulbi